# Madam Mim
Madam Mim er en heks, der bor i skoven omkring Andeby. Hun optrådte oprindelig i tegnefilmen Sværdet i stenen i 1965, men fik så et spin-off i form af sin egen tegneserie, hvor hun er mere komisk end egentlig uhyggelig. Hun kan i visse historier endda være godmodig, hvis hun optræder i samspil med f.eks. Rip, Rap og Rup.
På et tidspunkt arbejdede hun meget sammen med Bjørnebanden, som hun har et specielt had-kærlighedsforhold til, og hun har ved lejlighed allieret sig med Hexia de Trick og Sorte Slyngel, som hun er noget forelsket i.
På et tidspunkt blev hun grebet af eventyret om Snehvide og drømte om, at der ville komme en prins og bortføre hende.